# 주신호
주신호(朱宸濠, 1476년 7월 1일 ~ 1521년 1월 13일)는 중국 명나라의 황족이다. 영왕의 난을 일으켜 정덕제에 대항했으나 한달만에 진압당하였다.

## 생애
홍무제의 서자 주권(朱權)의 후손으로 주근균(朱覲鈞)의 아들이다. 그의 가문은 대대로 영왕(寧王)직을 세습하던 제후왕 가문이였으나 주신호는 창기의 소생이라 아버지의 미움을 받았다. 또한, 주신호가 태어나자마자 악한 새가 집 위로 올라가서 울었다는 등 악설이 전해진다. 다만 이 부분은 주신호가 반역자였다는 점을 감안해 걸러 들을 필요가 있다.
주신호의 가문은 영왕직을 세습하던 제후 가문이긴 했으나 이미 그의 선조 주권 시기에 군권, 요충지 지배 등 여러 아권을 정난의 변을 일으킨 영락제(永樂帝)에 의해 몰수당한 상태였다. 영락제는 정변이 끝나면 천하를 양분하겠다며 주권에게 보상을 약속했지만 정작 난이 끝나자 주권을 남창(南昌)이란 한지로 쫓아내고 만다. 주권의 후손들은 이런 이름뿐인 영왕직 처우에 불만을 품었으며 결국 주신호는 세력을 키워 난을 일으키게 된다.
결국 1519년 6월 14일 자신의 근거지인 남창에서 거병해 지방관 손수(孫燧)를 죽이고 구장(九江), 남강(南康)을 점령한다. 주신호는 6만 군대를 이끌고 구강에서 강을 따라 내려와 안경(安慶), 남경(南京)을 공격했으며, 동시에 스스로 황제를 칭하고 '순덕(順德)'으로 개원(改元)하였다. 그러나 불과 재위 35일 만에 왕수인(王守仁)과 오문정(伍文定)에게 진압당해 왕수인에게 포로로 잡힌다. 이후 주신호는 반역죄로 사형을 선고받아 북경(北京)에서 처형되었고 시신은 불태워졌으며 그의 영왕직과 봉토 역시 폐지되었다.

## 같이 보기
- 정덕제
- 왕수인